# クリーブラッツ (芸能事務所)
株式会社クリーブラッツ（英: Kleeblatt inc.）は、広島県呉市に本社を置く日本の芸能事務所である。

## 概要
女性アイドルグループ「仮面女子」、「スチームガールズ」、「カタクリ娘（コ）伝説」、「スリジエ」のマネージメントや、ゆるキャラ「ちぃたん☆」のプロモーションを手掛けている。
かつては前者2グループ所属の「アリスプロジェクト」と、後者2グループ所属の「ドリームプロジェクト」をそれぞれ運営していたが、2023年2月20日の当社WEBサイトの全面リニューアルに合わせ、マネージメント部門を統合し、当社名と同じ「クリーブラッツ（ロゴ表記：kleeblatt）」に変更となった。
2022年9月1日に東京都港区東麻布から本社移転。
東京都千代田区と大阪市中央区に支社がある。

## 所属タレント
※2023年2月20日現在（括弧内は体制変更前の所属ユニット）

### 仮面女子
- 森下舞桜（元アリス十番）
- 月野もあ（元アーマーガールズ）
- 小島夕佳（元スチームガールズ）
- 猪狩ともか（元スチームガールズ）
- 涼邑芹（元アリス十番）
- 陽向こはる（元アリス十番）
- 蒼井乃々愛（元アーマーガールズ）

### スチームガールズ
- 橋本友梨英（残留）
- 山宮れな（残留）
- 月詩陽葵（仮面女子候補生から昇格）
- 那波茉奈（仮面女子候補生から昇格）
- 山崎遥菜（仮面女子候補生から昇格）

### カタクリ娘（コ）伝説
- 田中玲衣奈（元スリジエ月組）
- 野﨑ゆりか（元スリジエ宙組）
- 大神彩（元スリジエ星組）
- 波澄あいる（ユニット未加入）

### スリジエ
- 仲瀬カナタ（元スリジエ星組）
- 赤嶺沙奈（元スリジエ星組）
- 日向なお（元スリジエ宙組）
- 椿原ほのん（元スリジエ星組）
- 愛葵さくら（元スリジエ月組）
- 愛い姫（元スリジエ月組）
- 神楽坂りえる（ユニット未加入）
- 花田菜穂（ユニット未加入）

### その他
- 葉月らむ（元スリジエ星組）
- 熊原杏（元スリジエ宙組）
- Momoka（旧芸名：青葉桃花、元スリジエ星組、2022年3月卒業）
- 茜紬うた（元スリジエ宙組、2022年8月卒業）